# ستيف هيرتز (لاعب كرة قاعدة)
ستيف هيرتز (بالإنجليزية: Steve Hertz)‏ هو لاعب كرة قاعدة أمريكي، ولد في 26 فبراير 1945 في رايت باترسون في الولايات المتحدة.

## وصلات خارجية
- ستيف هيرتز على موقعبيزبول رفرنس.كوم (الدوري الرئيسي) (الإنجليزية)
- ستيف هيرتز على موقعبيزبول رفرنس.كوم (الدوري الثانوي) (الإنجليزية)